# Bonaventura Genelli
Bonaventura Genelli (Buonaventura Genelli) né le 28 septembre 1798 à Berlin et mort le 13 novembre 1868 à Weimar est un dessinateur et peintre prussien.

## Biographie
La famille Gellini est d'origine italienne. Le père de Buonaventura, Janus Genelli (de), père de trois autres garçons, mort vers 1820, est peintre. Il est le premier formateur de son fils. Buonaventura Genelli se formera ensuite, à partir de 1813, à l'Académie de Berlin et auprès de son oncle, architecte connu. En 1822, il fait un voyage d'études en Italie. Il reste dans ce pays jusqu'en 1832. De 1832 à 1836, il est à Leipzig où il est venu pour réaliser des fresques pour une maison romaine. Son insuffisante expérience lui fait abandonner le chantier. En 1836, il s'installe à Munich. Il vit très pauvrement. En 1856, il rencontre le comte Schack qui le soutient en lui commandant des illustrations et des tableaux, puis, en 1859, le fait entrer à la cour de Weimar, ce qui permet à Genelli de terminer sa vie de peintre dans de meilleures conditions matérielles.

## Œuvres
La production de Bonaventura Genelli est importante en dessins et peu nombreuse en peintures. Les quatre tableaux commandés par le comte Schack sont conservés à Munich à la Schakgalerie : L'Enlèvement d'Europe, Hercule Musagète, Bacchus avec les Muses, et un rideau de théâtre où figurent les Vices, les Passions et les Vertus de l'humanité.
Théodore de Wyzewa porte un jugement contrasté sur la qualité du travail Genelli : « Il est difficile d'apprécier avec impartialité le talent de Genelli. Ses tableaux sont d'un coloris si pauvre et si déplaisant, d'un dessin si artificiel, qu'il faut, pour découvrir leurs qualités, s'être petit à petit familiarisé avec leurs défauts. Mais il y a dans leur composition, dans l'agencement des figures et dans la disposition de chacune d'elles en particulier une harmonie de lignes si gracieuse et si originale, avec un sentiment si particulier de l'effet décoratif, que l'on ne peut s'empêcher d'aimer à la longue ces pâles fantaisies, rêves d'un païen que n'a jamais ému la réalité extérieure, mais qui, du moins, a cherché toujours dans son art et non pas dans les œuvres des maîtres classiques le secret de la pure beauté. »
Atanazy Raczyński, dans un ouvrage écrit en 1839 rapporte des jugements très positifs de contemporains tout en faisant lui-même des réserves : « Il me semble qu'il est bien plus dans sa sphère quand il traite les sujets mythologiques, et c'est parmi les compositions appartenant à cette catégorie, que j'ai vu le plus de choses qui m'ont satisfait et qui ont même répondu tout-à-fait à l'opinion que j'ai dû concevoir de son talent, d'après les éloges enthousiastes que les artistes les plus distingués et beaucoup d'amateurs donnent à ses ouvrages. Cornelius place Genelli au nombre des plus grands talents de notre époque et même de toutes les époques ; Kaulbach m'a dit que sa frise représentant le triomphe de Bacchus et son Hercule musicien sont les plus belles choses dont la nouvelle peinture ait à se glorifier. J'aime ces éloges, car ils réduisent à rien mon opinion particulière, en tant qu'elle est moins favorable, sous certains rapports, à l'artiste qui nous occupe. »

Œuvres de Bonaventura Genelli
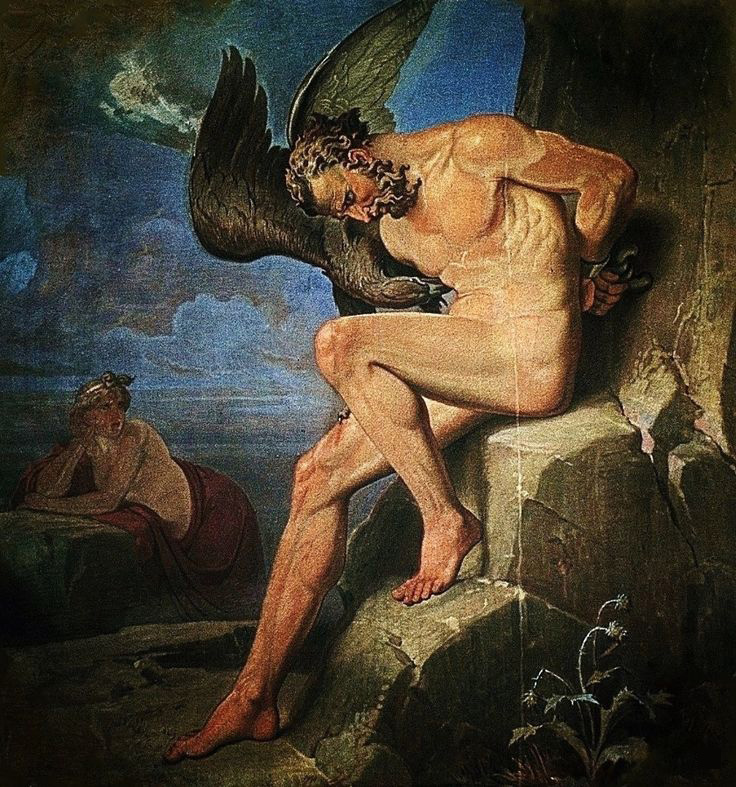
Prometheus, 1850, Museum Neues Weimar.
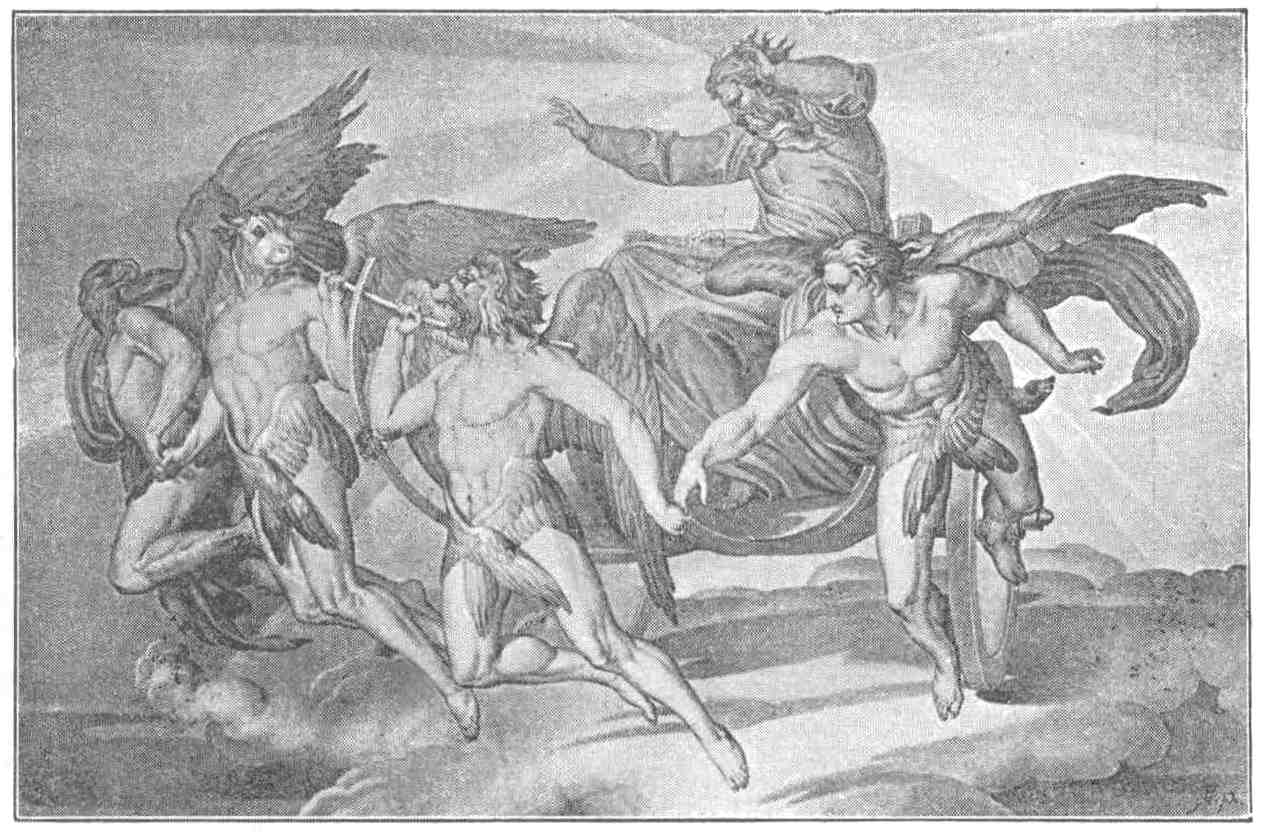
Vision d'Ézechiel, 1857, Munich, Schackgalerie.
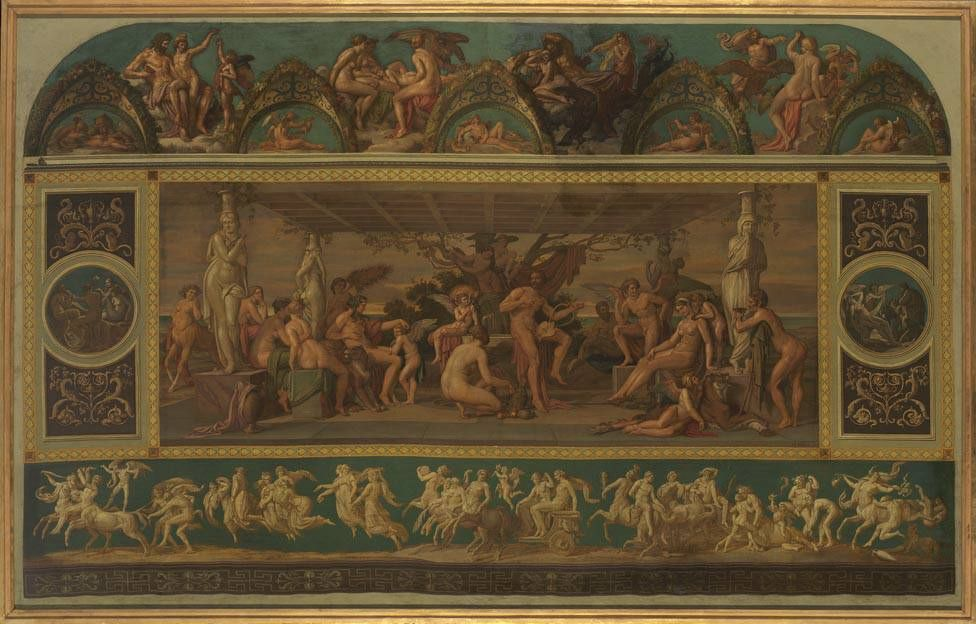
Hercule et Omphale, 1862, Munich, Schackgalerie.
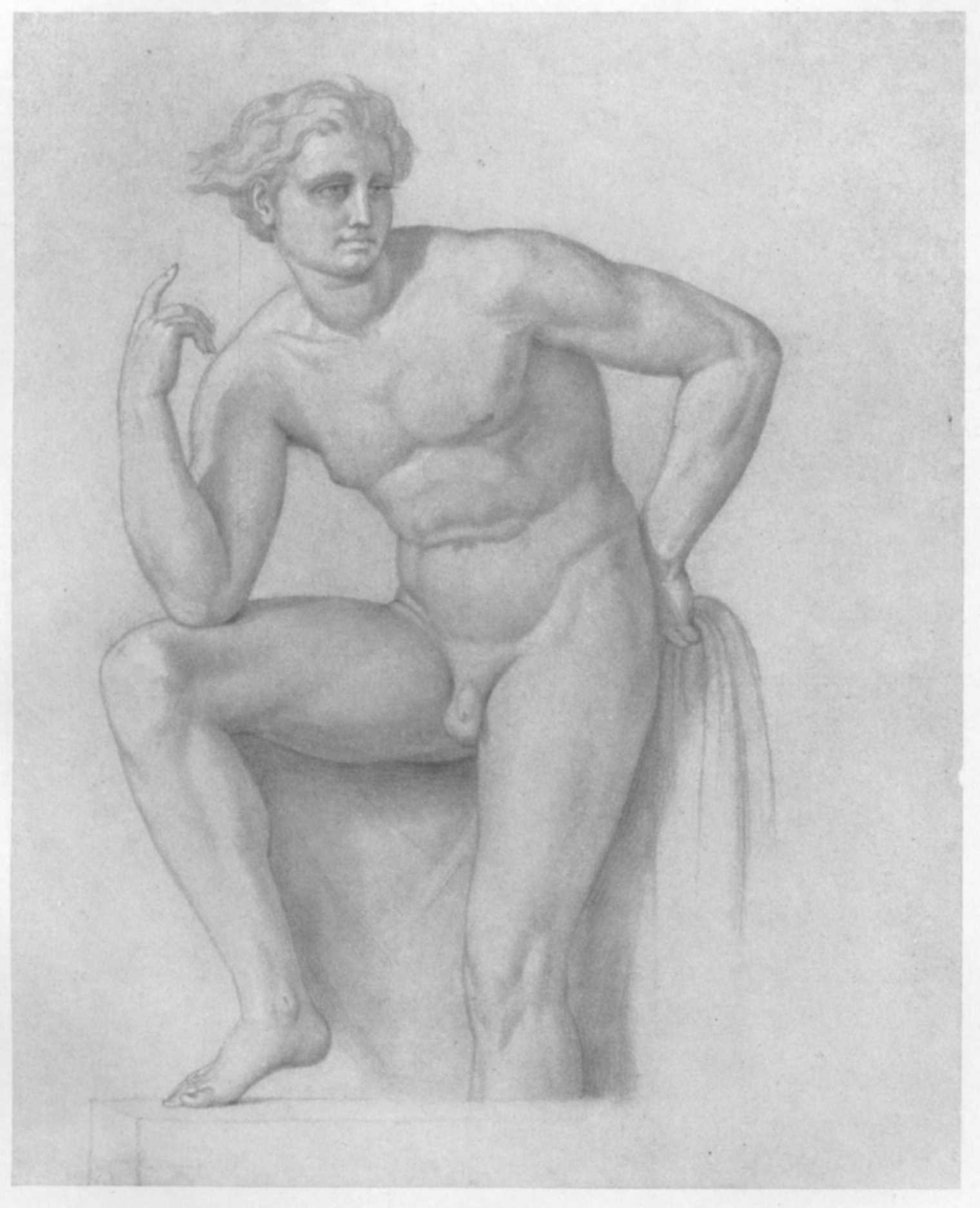
Étude de nu, localisation inconnue.
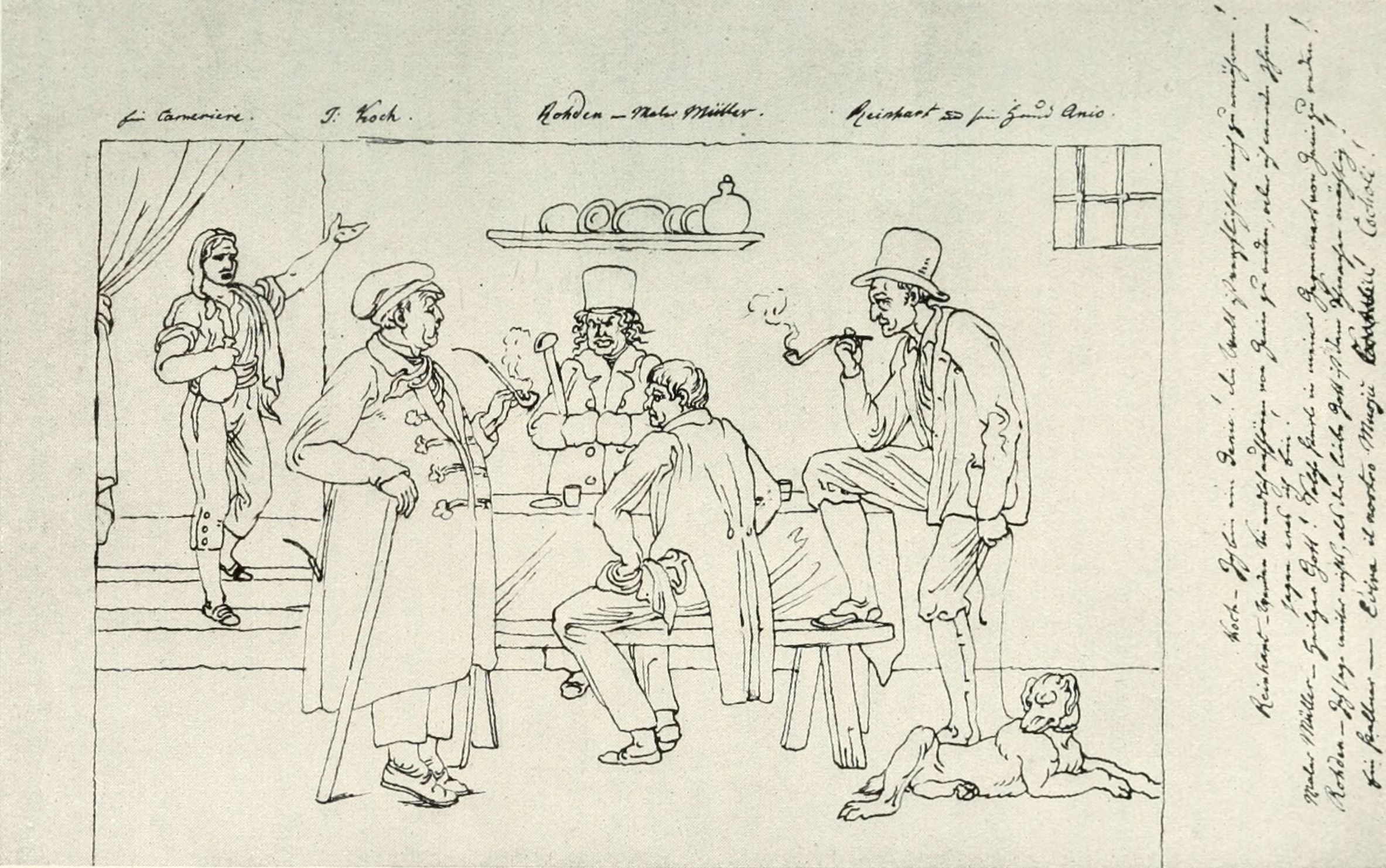
Joseph anton Koch dans une l'auberge, Dresde, Kupferstich-Kabinett.
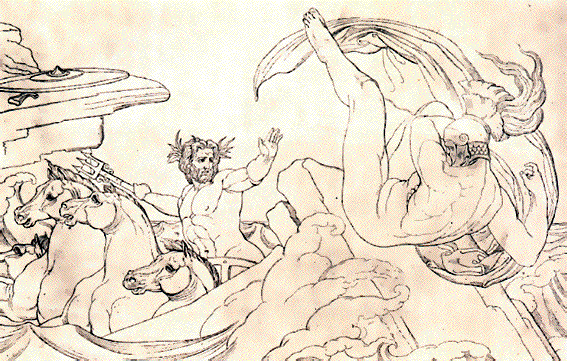
Poséidon et Ajax, localisation inconnue.
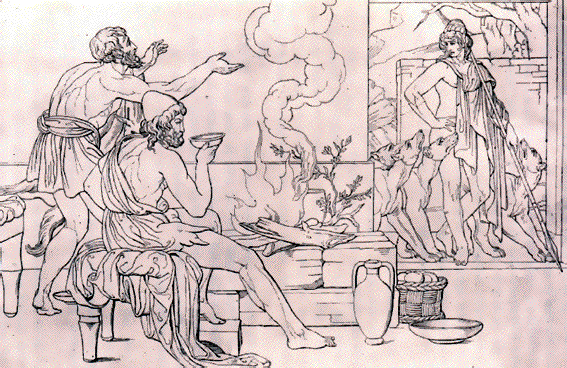
Ulysse est assis près du feu tandis qu'Eumée découvre Télémaque à l'entrée de sa hutte, localisation inconnue.